# Альтарф
Альтарф (від арабського ат-Тарфая — «погляд Лева», також називається Бета Рака) — нерухома зірка у сузір'ї Рака.

## Характеристики
- Видима зоряна величина 3.52m.
- Спектральний клас K4 III.
- Подвійна зірка: супутник 14, що знаходиться на кутовій відстані 29.2" від головного компонента 3.5m спектрального класу К2.
- Астрономічне положення на епоху 2000.0: AR = 08ч16м30.9с ; D = +09 ° 11'08 " ; Long = 124 ° 15'26 " ; Lat = −10 ° 17'16 " .
- У малюнку сузір'я ця зірка знаходиться «на задній частині південної лапи» Рака (Птолемей, «Альмагест», VII 5) .
- У класичній астрології Альтарф смислового навантаження не несе.